# Thales F90
Pour les articles homonymes, voir F90.
Le F90 est un fusil d'assaut du fabricant australien Thales Australia, une filiale du groupe français Thales, produit en Australie à partir de 2012.

## Historique

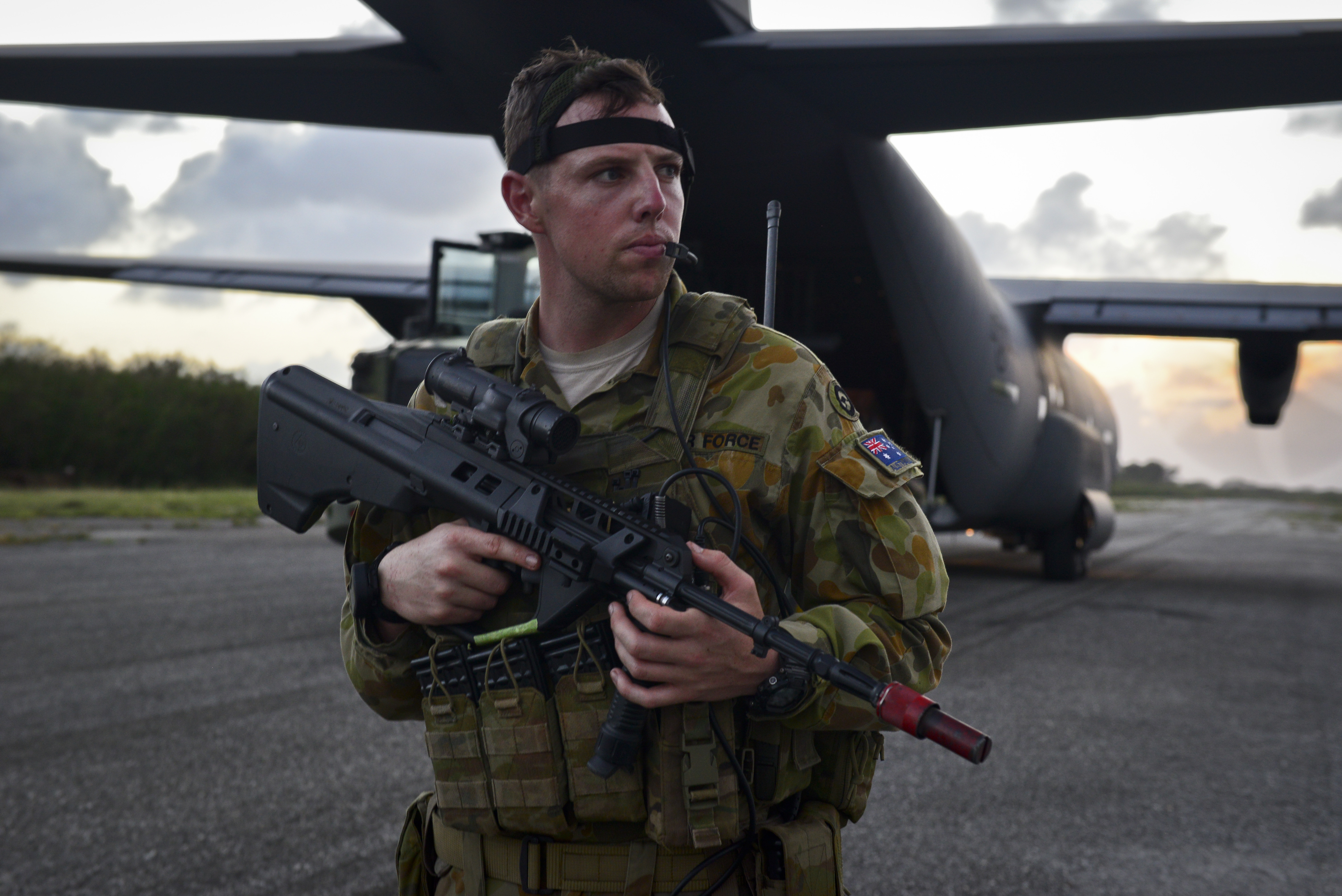
Un membre des forces de sécurité de la RAAF en 2018 avec un EF88 avec des cartouches à blanc.

Cette arme, décrite comme étant « légère et innovante », a été développée à partir du F88 Austeyr utilisé par l’armée australienne depuis la fin des années 1980. Le F88 est lui-même un dérivé du Steyr AUG A1 de la société autrichienne Steyr Mannlicher.
Il a été vendu aux forces armées australiennes en 2015 qui l'ont nommé Enhanced F88 (EF88).

## Développement
Lors de la phase de développement, le but était d'avoir un fusil léger et plus ergonomique, avec un centre de gravité plus en arrière. 
Le verrou de chargeur est assez facile d'accès, permettant ainsi de garder un œil devant soi et sur sa cible.
Le levier d'armement est pliant, à la manière d'un HK G36, afin d'éviter qu'il se casse. Le mécanisme a été revu dans le but de diminuer le bruit lors de l'armement.

### Rails
Des rails Picatinny ont été rajoutés, notamment en dessous, permettant de placer une poignée, un bipied ou un lance-grenades. Le rail de droite peut accueillir un laser et laisse le champ libre à la sangle. le rail du haut a été rallongé afin de placer un viseur de lance-grenades, une mire de jour améliorée (qui peut être montée de manière permanente), des dispositifs électriques comme des caméras thermiques ou des amplificateurs de lumière. La conception du rail supérieur permet de clipser et enlever le dispositif de vision nocturne sans avoir à régler la mire.

### Lance-grenades
Un lance-grenades double-action peut être placé et accepte une grande variété de projectiles. Sa queue de détente se trouve à l'intérieur de la garde pour un accès plus simple. Il peut être placé et enlevé très facilement.

### Camouflage
Les experts ont proposé un camouflage kaki foncé cohérent avec les camouflages des uniformes australiens (DPCU et AMCU) mais un camouflage noir a été imposé par un lieutenant-général. La décision d'un camouflage noir choqua beaucoup dans les équipes de développement, car, depuis la guerre du Viet nam, il est connu que le noir se voit assez bien dans la végétation et cette demande signifiait aussi de vérifier à nouveau la compatibilité de la peinture avec le matériau dans le temps, demandant ainsi un temps de développement plus long et non-prévu.
Plus tard, le choix du noir fût expliqué par l'armée australienne : le nouvel armement doit se distinguer clairement de l'ancien afin d'éviter toute association des deux et donner un air neuf et moderne. Le camouflage noir étant aussi beaucoup utilisé dans les films et les jeux vidéo et par les forces spéciales, l'utilisateur aurait ainsi l'impression d'avoir une arme "sexy" en laquelle il a confiance.
Au début de la distribution des armes, il a été strictement ordonné de ne pas peindre les armes et de les laisser noires. Plus tard, des photos ont été prises, démontrant que le noir était trop voyant et l'interdiction fût levée, permettant aux soldats de camoufler leurs armes à leur manière.
L'entreprise Cerakote propose différentes peintures avec notamment des capacités de faibles émissions de rayons IR.

### Distribution et encombrement

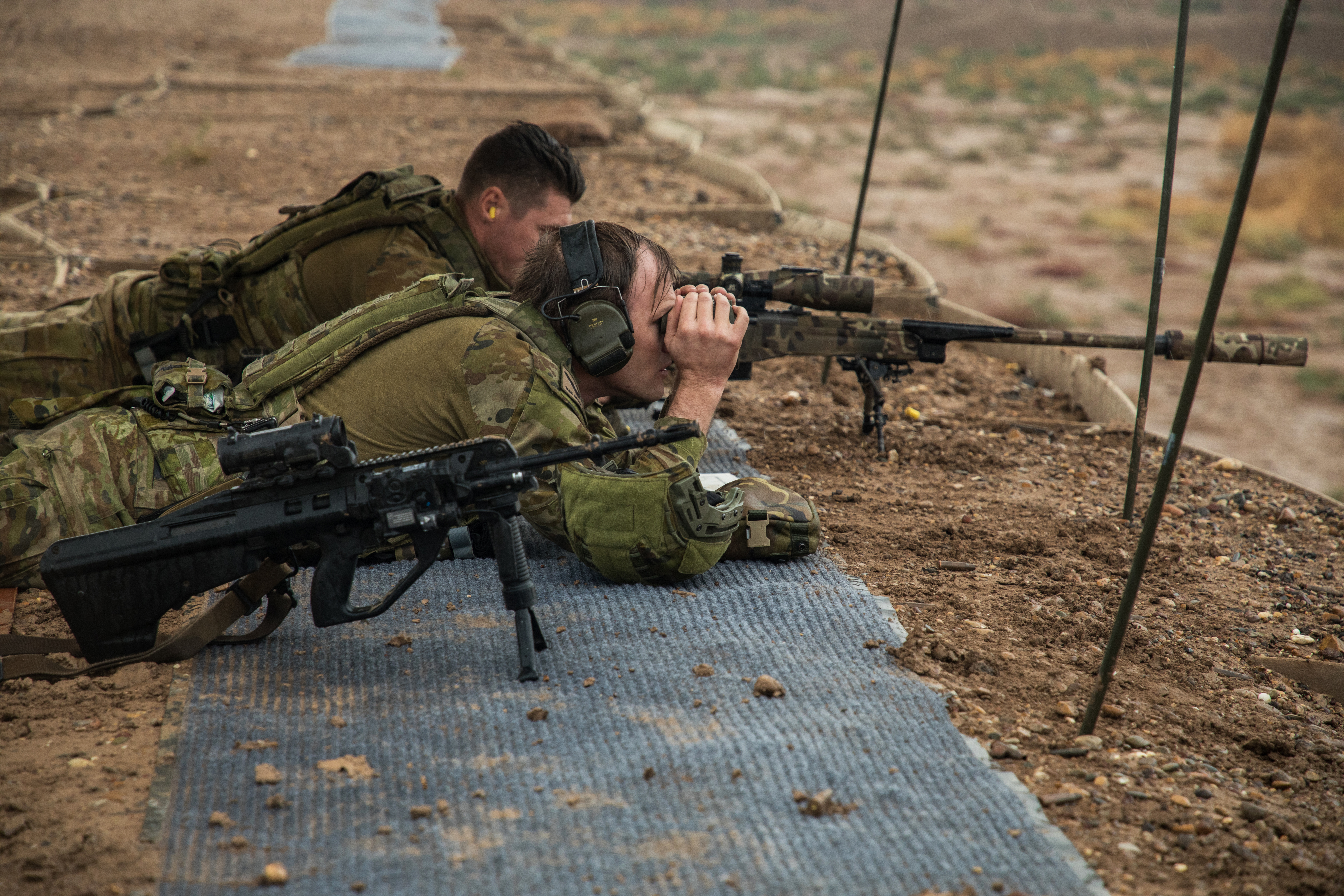
Un F-90 équipé d'une poignée comportant un bipied devant un binôme employant un fusil de précision Accuracy International en 2018

Le fusil ne devait être à l'origine destiné qu'à l'infanterie, aux observateurs et aux ingénieurs de combats, et ainsi être produit entre 10 000 et 15 000 exemplaires. Après le lancement, l'armée décida de l'imposer à tout le monde, se rendant ainsi compte que les supports des armes dans les véhicules de chantier, les ambulances, les chars d'assaut et autres véhicules n'étaient pas compatibles. Le remplacement des supports dans les véhicules a été estimé à 5 millions $.

## Utilisateurs
- Australie : 30 000 exemplaires commandés en 2015[5], 8 500 autres le 13 juillet 2020.
- Irak : Certains groupes l'utilisent depuis 2017 et affirment qu'il est meilleur que le M4[3].

## Variantes
- F90MBR : interopérable avec l'OTAN.
- F90(G) : lance-grenades amovible[6]
- F90M : canon long[6]
- F90M(G) : canon long, lance-grenades amovible[6]
- F90CQB : canon court[6]

## Culture populaire
Le F90 est présent dans les jeux vidéo suivants :
- Warface
- Predator: Hunting Grounds
- Tom Clancy's Ranbow Six Siege
- Ready or Not (jeu vidéo)